# Cinta Jaya
Cinta Jaya is een bestuurslaag in het regentschap Ogan Komering Ilir van de provincie Zuid-Sumatra, Indonesië. Cinta Jaya telt 1653 inwoners (volkstelling 2010).